# جامع بيدخت
جامع بيدخت (بالفارسية: مسجد جامع بیدخت) هو مسجد تاريخي يعود إلى عصر الدولة الزندية، ويقع في بيدخت.